# 郴嘉铁路
郴嘉铁路是中华人民共和国湖南省郴州市的一条已经停驶的窄轨地方铁路。全长97.87公里，其中正线81.7公里，站线16.17公里。一级762毫米窄轨线路92.75公里，而连接换转场至转运场的准轨线路长约5.13公里。

## 历史
1959年，湖南省人民委员会决定修筑自郴县至桂阳县黄沙坪的铁路，并于当年动工，年底部分路基成型，共耗资120万人民币元，后因湖南省的经济调整计划而停止修筑:1101。
1978年，湖南省计委和建委同意修筑自郴州市至嘉禾县的铁路，以运输嘉禾县储量丰富的煤炭:212，并规定该铁路的总投资额控制在4000万元之内:1101。1978年2月21日成立湖南省郴嘉铁路建设指挥部，省工交办副主任稂明德任指挥长，省交通局副局长李欣任第一副指挥长，郴州地委副书记韩曙光任政委。设计概算3996.28万元。湖南省交通设计院勘测设计。1979年10月，该铁路第一期郴州至桂阳的37.7公里线路动工，1981年11月竣工，并于同年12月15日简易通车，开始试点办理客货车运输业务，为客货混编:1101。1984年，该铁路第二期桂阳至嘉禾行廊段开工，里程38.35公里:1101。同时开工还有换装场至郴州站北运转场准轨引入线5.125公里。1986年批准近期投资7389.9万元。
1987年10月1日，郴嘉铁路全线竣工:236，耗资7420万元。1987年11月15日正式通车，设计近期年运输能50萬公噸:394。拥有五台0-8-0 C4 型蒸汽机车及一台石家庄动力的ZN120内燃机车。1987年12月31日撤销湖南省郴嘉铁路建设指挥部，改为湖南省地方铁路局郴嘉铁路管理处。
通车后，郴嘉铁路每日开行旅客列车2对，但因为郴州至嘉禾县的公共汽车趟次逐年增加，车站众多，该铁路的客运量较之公交车并不大。因嘉禾县产煤量下降，经济效益过低，货运量不大，经湖南省交通运输厅研议，该铁路最终于2004年整体停止了运行，其所有的蒸汽机车皆宣告退役。2007年郴嘉铁路整体由湖南省交通厅移交郴州市管理。

## 线路
郴嘉铁路自京广铁路在郴州市的火车站郴州站北转运场出岔，准轨5.13公里至转换场，由寒溪桥附近出市区:394，再经桂阳县至嘉禾县行廊镇石凉亭村:267。准轨路基宽5.6米，窄轨路基宽4米;最大纵坡：上行10‰，下行15‰;最小曲线半径200米。全线有大桥5座，865.26延米;中小桥8座，224.75延米;隧道2座，分别是黄土井隧道320米、行廊隧道184米。明洞5处483.96米。涵洞445座，987.26延米。线路等级森-26级。
| 桥名       | 位置                 | 全长（米） | 桥型                    | 投资（万元） |
| ---------- | -------------------- | ---------- | ----------------------- | ------------ |
| 官庄坪大桥 | 郴州站北转运场0.66km | 112.14     | 预应力钢筋混凝土梁桥    | 65           |
| 仙台岭大桥 | K25+720.76           | 246.26     | 4孔等截面悬链型双曲拱桥 | 96.5         |
| 双峡岭大桥 | K34+605              | 267.71     | 4孔等截面悬链型双曲拱桥 | 103.6        |
| 高桥大桥   | K54+727.89           | 133.95     | 6孔等截面悬链型双曲拱桥 | 43.2         |
| 行廊大桥   | K72+883.22           | 104.77     | 等截面悬链型双曲拱桥    | 33.85        |